# Wüstenrabe

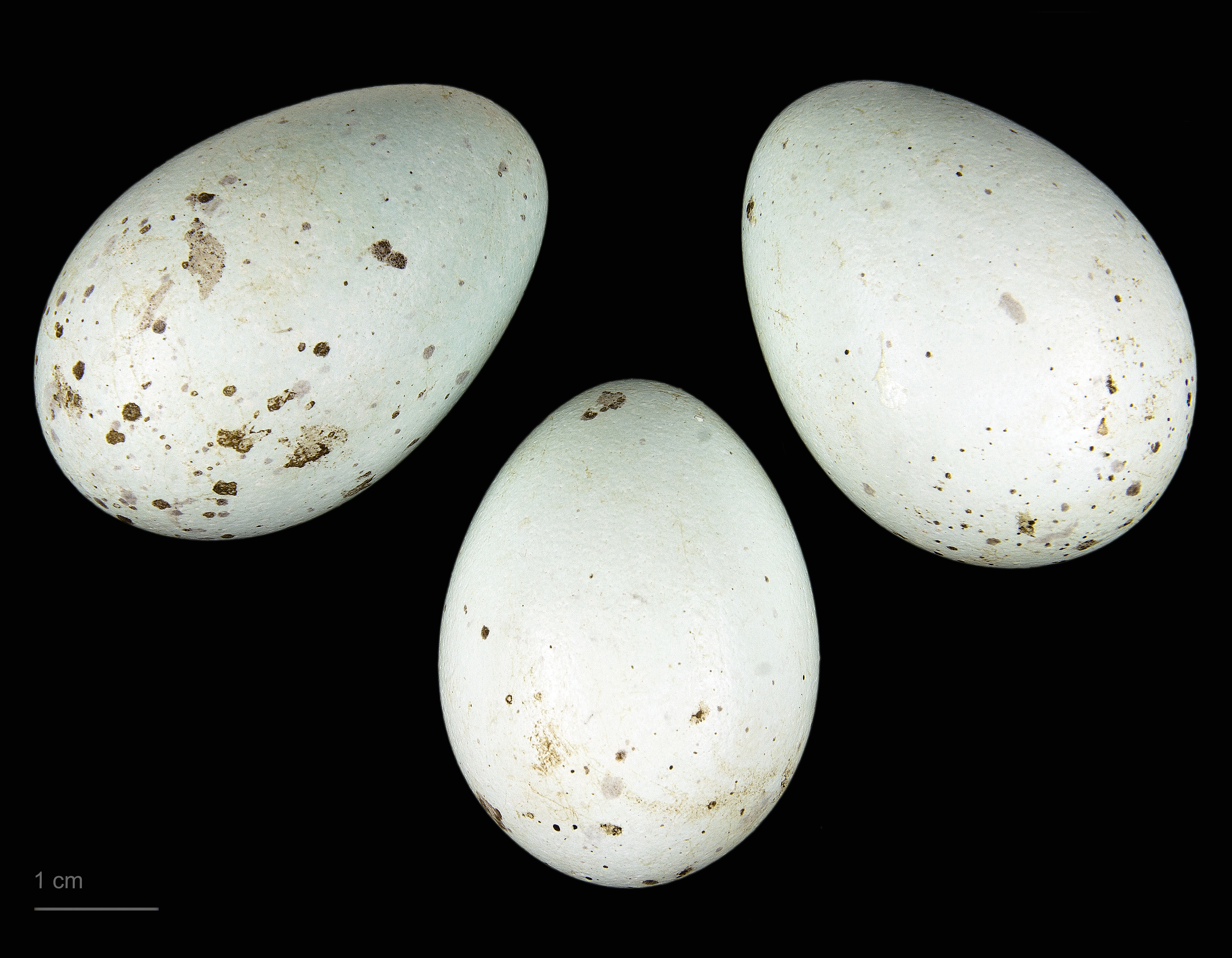
Corvus ruficollis, Sammlung Museum von Toulouse

Der Wüstenrabe (Corvus ruficollis) ist eine Art der Gattung Corvus aus der Familie der Rabenvögel (Corvidae). Er sieht dem Kolkraben sehr ähnlich und ist im Freiland kaum von ihm zu unterscheiden.

## Aussehen
Der Wüstenrabe wird zwischen 48 und 56 Zentimeter lang und hat eine Spannweite von bis zu 120 Zentimeter. Er hat einen schlanken Schnabel, der im Flug häufig etwas schräg abwärts gehalten wird. Der bronzebraune Nacken ist nur aus der Nähe erkennbar. Oft sind von unten die hell kontrastierenden Beine sichtbar. Der Wüstenrabe hat einen kürzeren Schwanz und schmalere Handflügel als der Kolkrabe.

## Verbreitung und Lebensraum
Das Brutgebiet des Wüstenraben erstreckt sich über Nordafrika, die Arabische Halbinsel bis nach Mittelasien. Er lebt in Wüsten, felsigen Wadis oder an Berghängen.

## Verhalten
Wüstenraben bauen ihre Nester in Baumspitzen, meist in Akazien oder Pistazien, sonst in Felswänden, auf Lehmhäusern oder Masten; wenn sie keine andere Wahl haben, auch auf dem Boden. Da er sehr scheu und wachsam ist, kann man sich ihm oft nicht so weit nähern, dass Färbungsdetails erkennbar sind. Er ist ein Jahresvogel.

## Stimme
Sein Ruf klingt krähenartig „krri-äh“ und ist nicht so tief wie der des Kolkraben, sondern an die Saatkrähe erinnernd.